# Juan Morales Ruiz
Juan José Morales Ruiz, auch Juan José Morales-Ruiz geschrieben, (* 17. Dezember 1953) ist ein spanischer Mathematiker.
Morales Ruiz studierte Physik an der Universität Barcelona mit dem Abschluss 1979 und wurde 1990 an der Universität Barcelona bei Carles Simó promoviert (Dissertation écnicas algebraicas para el estudio de la integrabilidad de sistemas hamiltonianos). Er war Professor an der Polytechnischen Universität Kataloniens (ab 1991) und ist Professor an der Polytechnischen Universität Madrid.
Er befasst sich mit Galoistheorie von Differentialgleichungen. Mit Jean-Pierre Ramis gab er ein galoistheoretisches Kriterium der Integrabilität Hamiltonscher Systeme (insbesondere sind sie integrabel, falls die Zusammenhangskomponente der Eins der differentiellen Galoisgruppe kommutativ ist).

## Schriften (Auswahl)
- mit J.-P. Ramis: Galoisian obstructions to integrability of Hamiltonian systems, Methods Appl. Anal. 8, Band 8, 2001, S. 33–96, 97–112
- mit J.-P. Ramis, Carles Simó: Integrability of hamiltonian systems and differential Galois groups of higher variational equations, Ann. Sci. Ecole Normale Superieure, 40, 2007, 845–884,  numdam
- Differential Galois theory and non integrability of Hamiltonian systems, Birkhäuser 1999 (erhielt 1998 den Ferran-Sunyer-i-Balaguer-Preis)